# Bahnstrecke Penne-d’Agenais–Tonneins
| Bahnhof Penne, Lot-et-Garonne, November 2008, Blickrichtung Süd. Züge nach Tonneins mussten vom Gleis 2 oder 3 starten. |                      |                                                         |                                                         |
| Streckennummer (SNCF): | 634 000              |                                                         |                                                         |
| Kursbuchstrecke (SNCF): | 111                  |                                                         |                                                         |
| Streckenlänge: | 42,1 km              |                                                         |                                                         |
| Spurweite: | 1435 mm (Normalspur) |                                                         |                                                         |
| Maximale Neigung: | 12,5 ‰               |                                                         |                                                         |
| |                      |                                                         |                                                         |
| \| \| \| Bahnstrecke Niversac–Agen von Agen \| \| \| \| \| Industrieanlieger \| \| \| \| 625,5 \| Penne (Lot-et-Garonne) \| 68 m \| \| \| ~625,8 \| Bahnstrecke Niversac–Agen nach Niversac \| Bahnstrecke Niversac–Agen nach Niversac \| \| \| ~626,6 \| D 661 (ehem. N 661) \| D 661 (ehem. N 661) \| \| \| ~627,9 \| D 661 (ehem. N 661) \| D 661 (ehem. N 661) \| \| \| ~631,7 \| N 21 \| N 21 \| \| \| ~634,2 \| D 911 (ehem. N 111) \| D 911 (ehem. N 111) \| \| \| \| VFDM von Monflanquin \| \| \| \| 634,1 \| Villeneuve-sur-Lot \| 59 m \| \| \| ~635,0 \| Bahnstrecke Villeneuve-sur-Lot–Falgueyrat n. Falgueyrat \| Bahnstrecke Villeneuve-sur-Lot–Falgueyrat n. Falgueyrat \| \| \| 643,1 \| Sainte-Livrade-sur-Lot \| 52 m \| \| \| 646,0 \| Automne (20 m) \| Automne (20 m) \| \| \| 647,5 \| Fongrave \| 44 m \| \| \| 650,7 \| Castelmoron-Le Temple \| 41 m \| \| \| 652,7 \| Bausse (20 m) \| Bausse (20 m) \| \| \| ~652,8 \| D 911 (ehem. N 111) \| D 911 (ehem. N 111) \| \| \| 655,0 \| Granges-Lafitte \| 39 m \| \| \| 656,6 \| Lot (zerstört, 160 m) \| Lot (zerstört, 160 m) \| \| \| ~657,8 \| D 911 (ehem. N 111) \| D 911 (ehem. N 111) \| \| \| 661,0 \| Clairac \| Clairac \| \| \| 662,2 \| Viaduc des Calmettes (159 m) \| Viaduc des Calmettes (159 m) \| \| \| 663,2 \| Tunnel de Montcaubet (2 × D 911, 721 m)[2] \| Tunnel de Montcaubet (2 × D 911, 721 m)[2] \| \| \| \| Bahnstrecke Bordeaux–Sète von Toulouse-Matabiau \| \| \| \| 667,6 95,9 \| Tonneins \| 39 m \| \| \| \| VFDM nach Monflanquin (VFDM-D) und Sos (VFDM-D) \| \| \| \| \| Bahnstrecke Bordeaux–Sète nach Bordeaux-Saint-Jean \| \| |                      |                                                         |                                                         |
| |                      | Bahnstrecke Niversac–Agen von Agen                      |                                                         |
| Abzweig geradeaus und nach links |                      | Industrieanlieger                                       | Industrieanlieger                                       |
| Bahnhof | 625,5                | Penne (Lot-et-Garonne)                                  | 68 m                                                    |
| Abzweig ehemals geradeaus und nach rechts | ~625,8               | Bahnstrecke Niversac–Agen nach Niversac                 | Bahnstrecke Niversac–Agen nach Niversac                 |
| Bahnübergang (Strecke außer Betrieb) | ~626,6               | D 661 (ehem. N 661)                                     | D 661 (ehem. N 661)                                     |
| Bahnübergang (Strecke außer Betrieb) | ~627,9               | D 661 (ehem. N 661)                                     | D 661 (ehem. N 661)                                     |
| Strecke mit Straßenbrücke (Strecke außer Betrieb) | ~631,7               | N 21                                                    | N 21                                                    |
| Bahnübergang (Strecke außer Betrieb) | ~634,2               | D 911 (ehem. N 111)                                     | D 911 (ehem. N 111)                                     |
| U-Bahn-Strecke von rechts (außer Betrieb) · Strecke |                      | VFDM von Monflanquin                                    | VFDM von Monflanquin                                    |
| U-Bahn-Kopfbahnhof Streckenende · Bahnhof (Strecke außer Betrieb) | 634,1                | Villeneuve-sur-Lot                                      | 59 m                                                    |
| Abzweig geradeaus und nach rechts (Strecke außer Betrieb) | ~635,0               | Bahnstrecke Villeneuve-sur-Lot–Falgueyrat n. Falgueyrat | Bahnstrecke Villeneuve-sur-Lot–Falgueyrat n. Falgueyrat |
| Bahnhof (Strecke außer Betrieb) | 643,1                | Sainte-Livrade-sur-Lot                                  | 52 m                                                    |
| Brücke über Wasserlauf (Strecke außer Betrieb) | 646,0                | Automne (20 m)                                          | Automne (20 m)                                          |
| Haltepunkt / Haltestelle (Strecke außer Betrieb) | 647,5                | Fongrave                                                | 44 m                                                    |
| Bahnhof (Strecke außer Betrieb) | 650,7                | Castelmoron-Le Temple                                   | 41 m                                                    |
| Brücke über Wasserlauf (Strecke außer Betrieb) | 652,7                | Bausse (20 m)                                           | Bausse (20 m)                                           |
| Bahnübergang (Strecke außer Betrieb) | ~652,8               | D 911 (ehem. N 111)                                     | D 911 (ehem. N 111)                                     |
| Bahnhof (Strecke außer Betrieb) | 655,0                | Granges-Lafitte                                         | 39 m                                                    |
| Brücke über Wasserlauf (Strecke außer Betrieb) | 656,6                | Lot (zerstört, 160 m)                                   | Lot (zerstört, 160 m)                                   |
| Bahnübergang (Strecke außer Betrieb) | ~657,8               | D 911 (ehem. N 111)                                     | D 911 (ehem. N 111)                                     |
| Bahnhof (Strecke außer Betrieb) | 661,0                | Clairac                                                 | Clairac                                                 |
| Brücke über Wasserlauf (Strecke außer Betrieb) | 662,2                | Viaduc des Calmettes (159 m)                            | Viaduc des Calmettes (159 m)                            |
| Tunnel (Strecke außer Betrieb) | 663,2                | Tunnel de Montcaubet (2 × D 911, 721 m)                 | Tunnel de Montcaubet (2 × D 911, 721 m)                 |
| Abzweig ehemals geradeaus und von links |                      | Bahnstrecke Bordeaux–Sète von Toulouse-Matabiau         | Bahnstrecke Bordeaux–Sète von Toulouse-Matabiau         |
| Bahnhof · U-Bahn-Kopfbahnhof Streckenanfang | 667,6 95,9           | Tonneins                                                | 39 m                                                    |
| U-Bahn-Strecke quer · Kreuzung · U-Bahn-Abzweig nach links und nach rechts (Strecke außer Betrieb) |                      | VFDM nach Monflanquin (VFDM-D) und Sos (VFDM-D)         | VFDM nach Monflanquin (VFDM-D) und Sos (VFDM-D)         |
| |                      | Bahnstrecke Bordeaux–Sète nach Bordeaux-Saint-Jean      |                                                         |

Die Bahnstrecke Penne-d’Agenais–Tonneins ist eine 42,1 km lange eingleisige, normalspurige Eisenbahnstrecke im südfranzösischen Département Lot-et-Garonne, die in Ost-West-Richtung verläuft. Sie verbindet die Bahnstrecke Niversac–Agen im Osten mit der magistralen Bahnstrecke Bordeaux–Sète. Die Strecke hatte immer nur regionale Bedeutung. In Tonneins beträgt die Entfernung nach Bordeaux 95 km. Die Kilometrierung beginnt im Bahnhof Paris-Austerlitz und setzt sich über Limoges, Périgueux, Tulle und Penne-d’Agenais fort, wo Züge mit Kopfmachen ihre Fahrt bis Tonneins fortsetzen konnten.

## Geschichte

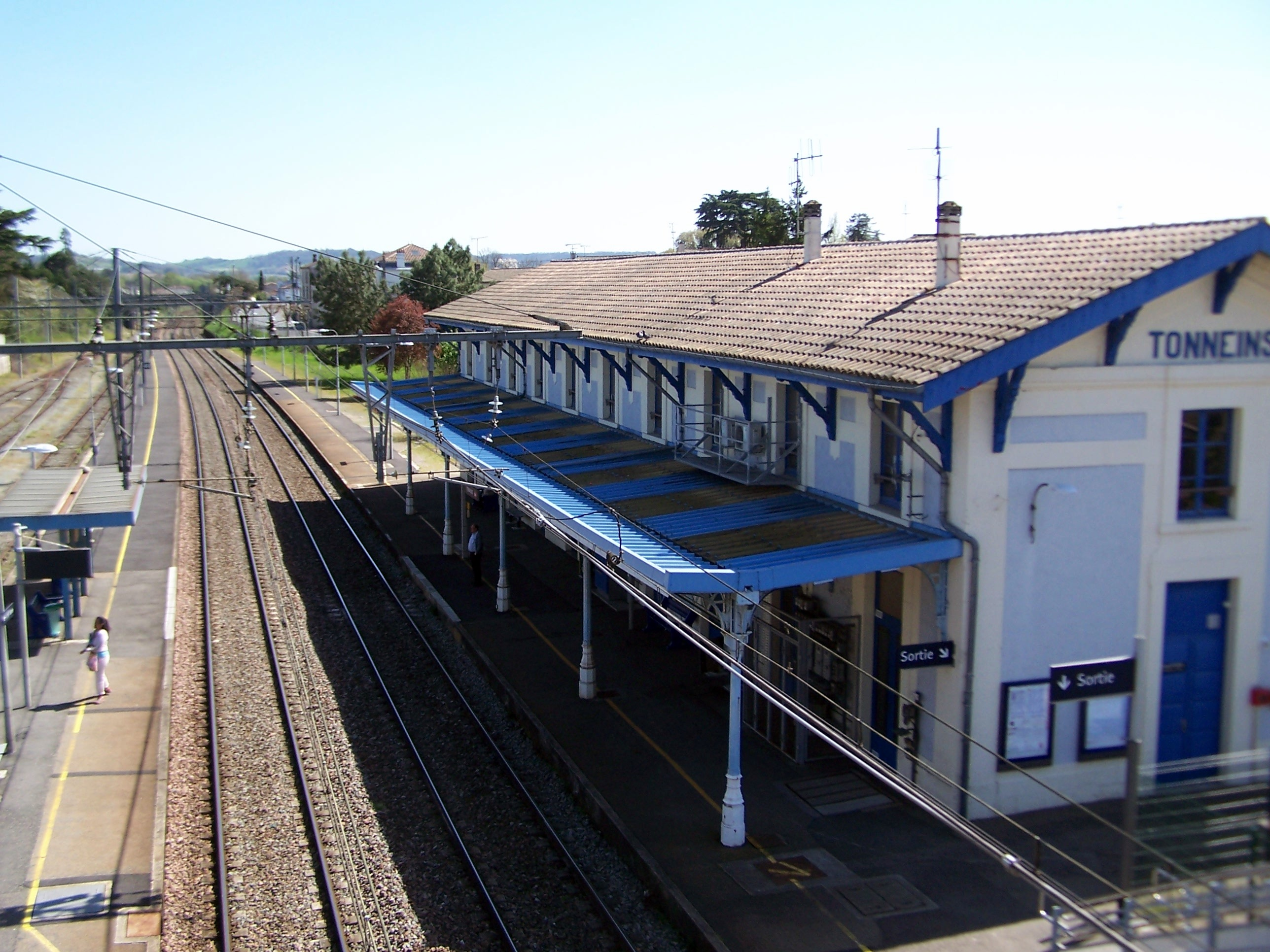
Bahnhofsgebäude und Hausbahnsteig Tonneins, April 2015, Blickrichtung Bordeaux.

Am 20. Dezember 1869 wurde der 8,5 km kurze Abschnitt von Penne bis Villeneuve-sur-Lot eröffnet, der in der ursprünglichen Planung vom 7. April 1855 nur eine Zweigstrecke der Verbindung Limoges–Agen werden sollte und per Dekret bestätigt wurde. Konzessionär war die Eisenbahngesellschaft Chemin de fer Grand-Central de France, die nur in den Jahren 1853 bis 1857 existierte. Diese Strecke wurde von der Nachfolgegesellschaft Compagnie du chemin de fer de Paris à Orléans (PO) am 19. Juni 1857 übernommen. Die Anfänge dieser Strecke gehören in der Eisenbahngeschichte Frankreichs zu den frühen Planungen.
Gleichzeitig zur Fertigstellung bemühte sich die PO um die Verlängerung bis Tonneins. Zum 27. Dezember 1879 wurde sie für gemeinnützig erklärt,  am 28. Juni 1883 wurde die Konzession erteilt, die am 20. November 1884 per Gesetz bestätigt wurde.
Am 1. Juli 1894 ging die Fortsetzung der Streckenführung von Villeneuve-sur-Lot bis Tonneins in Betrieb.
Die Strecke gehörte zu den vielen Verbindungen, die nach Übernahme durch die SNCF 1938 sofort geschlossen wurden. Auch bei der Schließung gab es zwei Abschnitte, am 6. März 1939 schloss man Villeneuve-sur-Lot–Tonneins, 15 Monate später am 10. Juni 1940 den kürzeren, östlichen Abschnitt Penne-d’Agenais–Villeneuve-sur-Lot, der etwas mehr Fahrgastaufkommen hatte. Nach Kriegsbeginn öffnete man kurzzeitig vom 3. September bis 4. Oktober 1939 die Strecke wieder, um dem erhöhten Transportaufkommen gerecht zu werden.

## Bahntrasse
Die Trassenführung galt als wenig anspruchsvoll, weil das Gelände recht flach ist und überwiegend mit einem geringen Steigungsgradient gearbeitet werden konnte. Ab BK 658 war eine etwa 5 km lange Steigung erforderlich, die mit 12,5 ‰ moderat ausfiel. Höchster Punkt war kurz vor dem Tunnel Moncaubette (721 m), bevor die Strecke wieder mit 12,5 ‰ auf etwa 4 km bis zur Einfahrt des Bahnhofs Tonneins abwärts ging. Zusätzlich zu dem Tunnel war noch der Bau der 160 m langen Brücke über die Lot erforderlich. Zwischen Villeneuve-sur-Lot und Sainte-Livrade-sur-Lot wurde auf der ehemaligen Strecke ein Radweg angelegt.